# Javier Abril Espinoza
Javier Abril Espinoza (născut în America Centrală în 1967),  este un scriitor din Honduras care în prezent locuiește în Elveția. A scris pentru ziarul El Heraldo de Honduras  și a colaborat cu diverse reviste literare din America Latină.
În 1996 a câștigat premiul Pablo Neruda pentru colecția sa de poezii De aquí en adelante... (De acum înainte...)